# MTV Movie Awards 1992
MTV Movie Awards 1992 var den første MTV Movie Awards-uddeling nogensinde og det blev afholdt den 10. juni 1992 og showets vært var Dennis Miller. Aftenens højeste nomineringsantal og flest antal vundne priser var og blev filmen Terminator 2: Dommedag, som fik i alt 8 nominering, hvoraf den vandt i 6 af dem. Lige bag efter kom Robin Hood: Prince of Thieves med 7 nomineringer, dog kun med en enkelt vunden pris. 

## Vindere og nominerede

### Best Movie
Terminator 2: Dommedag
- Backdraft
- Boyz N the Hood
- JFK
- Robin Hood: Prince of Thieves

### Best Male Performance
Arnold Schwarzenegger – Terminator 2: Dommedag
- Kevin Costner – Robin Hood: Prince of Thieves
- Robert De Niro – Cape Fear
- Val Kilmer – The Doors

### Best Female Performance
Linda Hamilton – Terminator 2: Dommedag
- Geena Davis – Thelma and Louise
- Rebecca De Mornay – The Hand That Rocks the Cradle
- Mary Elizabeth Mastrantonio – Robin Hood: Prince of Thieves
- Julia Roberts – Dying Young

### Most Desirable Male
Keanu Reeves – Point Break
- Kevin Costner – Robin Hood: Prince of Thieves
- Christian Slater – Kuffs
- Patrick Swayze – Point Break
- Jean-Claude Van Damme – Double Impact

### Most Desirable Female
Linda Hamilton – Terminator 2: Dommedag
- Christina Applegate – Don't Tell Mom the Babysitter's Dead
- Kim Basinger – Final Analysis
- Tia Carrere – Wayne's World
- Julia Roberts – Dying Young

### Best Breakthrough Performance
Edward Furlong – Terminator 2: Dommedag
- Anna Chlumsky – My Girl
- Campbell Scott – Dying Young
- Ice-T – New Jack City
- Kimberly Williams – Father of the Bride

### Best On-Screen Duo
Dana Carvey & Mike Myers – Wayne's World
- Damon Wayans & Bruce Willis – The Last Boy Scout
- Anna Chlumsky & Macaulay Culkin – My Girl
- Kevin Costner & Morgan Freeman – Robin Hood: Prince of Thieves
- Geena Davis & Susan Sarandon – Thelma and Louise

### Best Villain
Rebecca De Mornay – The Hand That Rocks the Cradle
- Robert De Niro – Cape Fear
- Robert Patrick – Terminator 2: Dommedag
- Alan Rickman – Robin Hood: Prince of Thieves
- Wesley Snipes – New Jack City

### Best Comedic Performance
Billy Crystal – City Slickers
- Dana Carvey – Wayne's World
- Steve Martin – Father of the Bride
- Bill Murray – What About Bob?
- Mike Myers – Wayne's World

### Best Song From a Movie
"Everything I Do" sunget af Bryan Adams – Robin Hood: Prince of Thieves
- "Addams Groove" sunget af MC Hammer – The Addams Family
- "I Wanna Sex You Up" sunget af Color Me Badd – New Jack City
- "Tears In Heaven" sunget af Eric Clapton – Rush
- "You Could Be Mine" sunget af Guns N' Roses – Terminator 2: Dommedag

### Best Kiss
Anna Chlumsky & Macaulay Culkin – My Girl
- Anjelica Huston & Raúl Juliá – The Addams Family
- Annette Bening & Warren Beatty – Bugsy
- Juliette Lewis & Robert De Niro – Cape Fear
- Priscilla Presley & Leslie Nielsen – The Naked Gun 2½: The Smell of Fear

### Best Action Sequence
Terminator 2: Dommedag
- Backdraft
- The Hard Way
- The Last Boy Scout
- Point Break

### Best New Filmmaker Award
- John Singleton, instruktør til Boyz N the Hood

### Lifetime Achievement Award
- Jason Voorhees – Fredag den 13. serien